# U 1061
U 1061 war ein deutsches U-Boot der Klasse VII F, das von der Kriegsmarine während des U-Boot-Krieges im Zweiten Weltkrieg für Transportaufgaben verwendet wurde. U 1061 transportierte Torpedos, Munition und Nachschubgüter zwischen dem Marinestützpunkt Kiel und den deutschen Stützpunkten in Norwegen. Es war das einzige deutsche U-Boot vom Typ VII F, welches das Kriegsende erlebte.

## Bau und Technische Daten
Die Kieler Germaniawerft produzierte ab Kriegsbeginn hauptsächlich U-Boote für die deutsche Kriegsmarine, im Wesentlichen Boote der U-Boot-Klasse VII. Am 25. August 1941 erging der elfte Bauauftrag von Seiten der Kriegsmarine an die Kieler Germaniawerft. Er umfasste insgesamt vier Boote vom Typ VII F. Ein Boot dieser Klasse hatte eine Länge von 77,63 m und war 7,3 m breit. Es verdrängte unter Wasser 1.345 m³ und konnte bei Unterwasserfahrt eine Geschwindigkeit von 7,9 Knoten (kn) erreichen, das entspricht 14,3 km/h. Am 21. August 1942 wurde U 1061 mit der Baunummer 695 auf Kiel gelegt. Der Stapellauf erfolgte am 22. April 1943. Das Boot wurde am 25. August durch Oberleutnant zur See Otto Hinrichs in Dienst gestellt.

## Kommandanten
Otto Hinrichs wurde am 30. November 1913 in Brake geboren. Er gehörte zur Crew 36 und absolvierte als Wachoffizier fünf Feindfahrten auf dem Typ-IX-B-Boot U 105 und dem Typ-IX-C-Boot U 154. Er übergab das Kommando über U 1061 am 19. März 1945 an Oberleutnant zur See der Reserve Walter Jäger. Jäger wurde am 27. Mai 1897 in Zeulenroda geboren und hatte seine U-Boot-Ausbildung im Herbst 1944 absolviert. Danach bis zur Übernahme des Kommandos hatte er als überplanmäßiger Kommandantenschüler und Wachoffizier an drei Verlegungsfahrten mit U 1061 teilgenommen.

## Flottillenzugehörigkeit und Einsätze
Es befand sich dreimal in der 5. U-Flottille, Kiel, zweimal in der 12. U-Flottille, Bordeaux und führte fünf Transportfahrten bis zum Kriegsende durch, auf denen es Flächen-Absuch-Torpedos, T-5-Zaunkönig-Torpedos, weitere Waffen, Munition und Versorgungsgüter zwischen den skandinavischen Basen der Kriegsmarine in Bergen, Kristiansand, Narvik und Trondheim und den Flottillenstützpunkten Kiel und Gotenhafen transportierte. U 1060 – aus demselben Bauauftrag – war zu dieser Zeit ebenfalls mit Transportaufgaben in diesen Gewässern betraut. Ende Oktober 1944 wurde U 1061 von Flugzeugen des RAF Coastal Command angegriffen und schwer beschädigt. In der Nacht des 30. Oktober erfasste ein Wellington-Kampfflugzeug U 1061 mit dem Leigh-light-Suchscheinwerfer. Während der nun folgenden Angriffe beschädigten Wasserbomben eines Liberator-Bombers das Boot erheblich, doch U 1061 gelang es, zu entkommen. Die U-Boot-Führung verlautbarte, dass alles versucht werden sollte, das Boot zu reparieren, da es besonders wertvoll sei. Nach der Zerstörung von U 1060 am 4. November war U 1061 das letzte verbliebene Transport-U-Boot der deutschen Kriegsmarine.

## Verbleib
Kommandant Jäger kapitulierte am 9. Mai im Stützpunkt Bergen gegenüber britischen Streitkräften. Das Boot verließ Bergen am 30. Mai und lief nach Scapa Flow, dem Stützpunkt der Home Fleet, wo die verbliebenen deutschen U-Boote gesammelt und der britischen Navy übergeben wurden. Hier wurde die deutsche Flagge offiziell eingeholt. Am 4. Juli wurde das Boot nach Loch Ryan verbracht. Von hier aus wurde es am 29. November 1945 von der HMS Enchanter auf die Position 56°10' N – 10°05' W geschleppt und am 1. Dezember um 09:00 Uhr durch Artilleriefeuer des britischen Zerstörers HMS Onslaught (G.04) und des polnischen Zerstörers ORP Piorun (G.56) versenkt.